# Олійник Віктор Степанович
Віктор Степанович Олійник (нар. 27 грудня 1972, с. Льотниче, Володимир-Волинський район, Волинська область) — український політик. Колишній народний депутат України. Член ВО «Батьківщина», був головою Волинської обласної організації.

## Освіта
У 1997 р. закінчив історичний факультет Волинського державного університету ім. Лесі Українки.

## Кар'єра
Працював вчителем історії у Льотничівській, Зимненській загальноосвітніх школах. У 2002 році обраний директором СГК «Володимирагродім».
У 2004 році призначений директором Володимир-Волинського фонду підтримки підприємництва «Бізнес-Центр». У 2005 році по переводу призначений завідувачем оргвідділу Володимир-Волинського міськвиконкому.
З квітня 2006 до 2007 року — депутат Волинської обласної ради, керівник фракції ВО «Батьківщина» — «Блок Юлії Тимошенко». З листопада 2006 року — радник голови обласної ради з гуманітарних питань.

## Сім'я
Одружений. Разом з дружиною виховують трьох дітей.

## Парламентська діяльність
Березень 2006 — кандидат в народні депутати України від «Блоку Юлії Тимошенко», № 270 в списку. На час виборів: тимчасово не працював, член ВО «Батьківщина».
Народний депутат України 6-го скликання з 23 листопада 2007 до 12 грудня 2012 від «Блоку Юлії Тимошенко», № 151 в списку. На час виборів: радник голови Волинської обласної ради, член ВО «Батьківщина». Член фракції «Блок Юлії Тимошенко» (з листопада 2007). Голова підкомітету з питань соціального захисту населення, яке постраждало внаслідок Чорнобильської катастрофи Комітету з питань екологічної політики, природокористування та ліквідації наслідків Чорнобильської катастрофи (з грудня 2007).